# Karol Charczewski (zm. 1752)
Karol Charczewski herbu Cholewa (zm. w 1752 roku) – kasztelan przemyski w 1752 roku, podkomorzy przemyski w latach 1748-1752, łowczy przemyski w latach 1746-1748, tercjarz.
Pochowany 17 września 1752 roku w kościele Franciszkanów Reformatów w Przemyślu.